# Rufirallus castaneiceps
La polluela pituro, (Rufirallus castaneiceps, sin.: Rallina castaneiceps y Anurolimnas castaneiceps)), también denominada gallineta de cabeza castaña, polluela pinturo o polluela colorada, es una especie de ave gruiformes de la familia de las rállidas.

Su hábitat natural  son los bosques húmedos  tropicales o subtropicales, tierras bajas y zonas previamente boscosas ahora muy degradadas en Bolivia, Brasil, Colombia, Ecuador y Perú. 